# Augustus French
Pour les articles homonymes, voir French.
Augustus Chaflin French (1808-1864) est un homme politique américain qui est gouverneur de l'Illinois.

## Source
- (en) Cet article est partiellement ou en totalité issue d'une traduction de l'article Wikipédia en anglais intitule « Augustus C. French ».